# Golfe de Taïmyr
Pour les articles homonymes, voir Taïmyr.
Le Golfe de Taïmyr est un golfe situé sur le nord de la côte russe, en bordure de la mer de Kara. Il se trouve au niveau de l'estuaire du fleuve Taïmyr.

## Source de la traduction
- (en) Cet article est partiellement ou en totalité issu de l’article de Wikipédia en anglais intitulé « Taymyr Gulf » (voir la liste des auteurs).